# Escola Municipal d'Arts i Oficis
L'Escola Municipal d'Arts i Oficis és un centre educatiu a la vila d'Olesa de Montserrat (Baix Llobregat) inclòs a l'Inventari del Patrimoni Arquitectònic de Catalunya.
Edifici de planta rectangular, construït amb maó, i amb decoració modernista, situat al Parc d'Olesa. Ben conservat, té adossada una construcció de vidre a l'entrada principal que desdiu del conjunt.
Va ser fundada el 1924 per formar les persones que entraven a treballar a les fàbriques tèxtils del municipi. Un dels professors més rellevants va ser Daniel Blanxart i Pedrals. A les assignatures tècniques i de cultura general, es va incorporar, el 1926, l'ensenyament del francès i el 1948 els estudis musicals. L'evolució de la formació tècnica amb la concessió de la titulació d'oficialia industrial de teixidor, mecànic ajustador i delineant va convertir Arts i Oficis en el centre de Formació professional d'Olesa de Montserrat. El curs 1975-77, arran l’increment d'alumnat, es va produir la primera escissió i la Formació Professional va esdevenir una nova escola, del tot oficial, independent d'Arts i Oficis. El mateix va passar amb els estudis musicals, que el 1986 s'independitzen amb la creació de l’Escola Municipal de Música. El 2003 esdevé Escola Municipal d'Arts i Oficis, Fundació Privada. Actualment s'imparteix formació en diferents àmbits: idiomes, art i artesania, cuina i pastisseria, TIC, humanitats i empresa.